# مايك ووكر (لاعب كرة قدم كندية)
مايك ووكر (بالإنجليزية: Mike Walker)‏ هو لاعب كرة قدم كندية أمريكي، ولد في 5 يوليو 1958 في إنديانابوليس في الولايات المتحدة.